# Этунбреэн
Этунбреэн (норв. Etonbreen) — ледник на острове Северо-Восточная Земля (архипелаг Шпицберген).
Ледник расположен на западном побережье острова и выступает в Валенбергфьорд. Площадь ледника составляет 1070 км². Название леднику было дано в честь Итонского колледжа.